# Fulcoaldo de Rouergue
Fulcoaldo, Foucaud, Fulgualdo o Fulqualdus es a veces llamado el conde de Rouergue y fundador de esa dinastía de condes que gobernaron en Tolosa y a menudo por toda Gotia durante los siguientes cuatro siglos. En 837, fue nombrado missus dominicus junto con Ragambaldo en el pago Rutenico seu Nemausense: país de Rouergue y Nîmes (probablemente Septimania). 
Fulcoaldo se casó con Senegunda (o Senegundia, en francés Sénégonde), cuya familia no consta, aunque en algunas páginas web, sin fuente alguna, se dice que es hija de Alda ("de Gellone").  Tuvieron dos hijos: Fredo y Raimundo. 